# 德雷默冰原島峰
69°45′S 158°9′E / 69.750°S 158.150°E
德雷默冰原島峰（英語：DeRemer Nunataks）是南極洲的冰原島峰，位於奧次地，處於布洛瓦韋山東南面7公里，屬於威爾遜山的一部分，美國地質調查局根據測量和該國海軍的空中照片繪入地圖，現時由南極條約體系管理。